# Niemen & Akwarele
Niemen & Akwarele – minialbum Czesława Niemena i towarzyszącego mu zespołu Akwarele, wydany w 1967 roku nakładem wytwórni Polskie Nagrania „Muza”.

## Lista utworów
Lista według Discogs:
| 1. | Dziwny Jest Ten Świat – Strange Is This World        |  |
|    |                                                      |  |
| 2. | Jaki Kolor Wybrać Chcesz – What Colour Do You Choose |  |
|    |                                                      |  |
| 3. | Proszę Przebacz – Please Forgive Me                  |  |
|    |                                                      |  |
| 4. | Domek Bez Adresu – A Little House Without Adress     |  |
|    |                                                      |  |

## Twórcy
- Czesław Niemen – śpiew, fortepian, organy
- Paweł Brodowski – gitara basowa
- Tomasz Buttowt – bębny
- Marian Zimiński – fortepian, organy